# Rhypholophus intermixtus
Rhypholophus intermixtus är en tvåvingeart som först beskrevs av Evgenyi Nikolayevich Savchenko 1973.  Rhypholophus intermixtus ingår i släktet Rhypholophus och familjen småharkrankar. Inga underarter finns listade i Catalogue of Life.